# Surp Kework

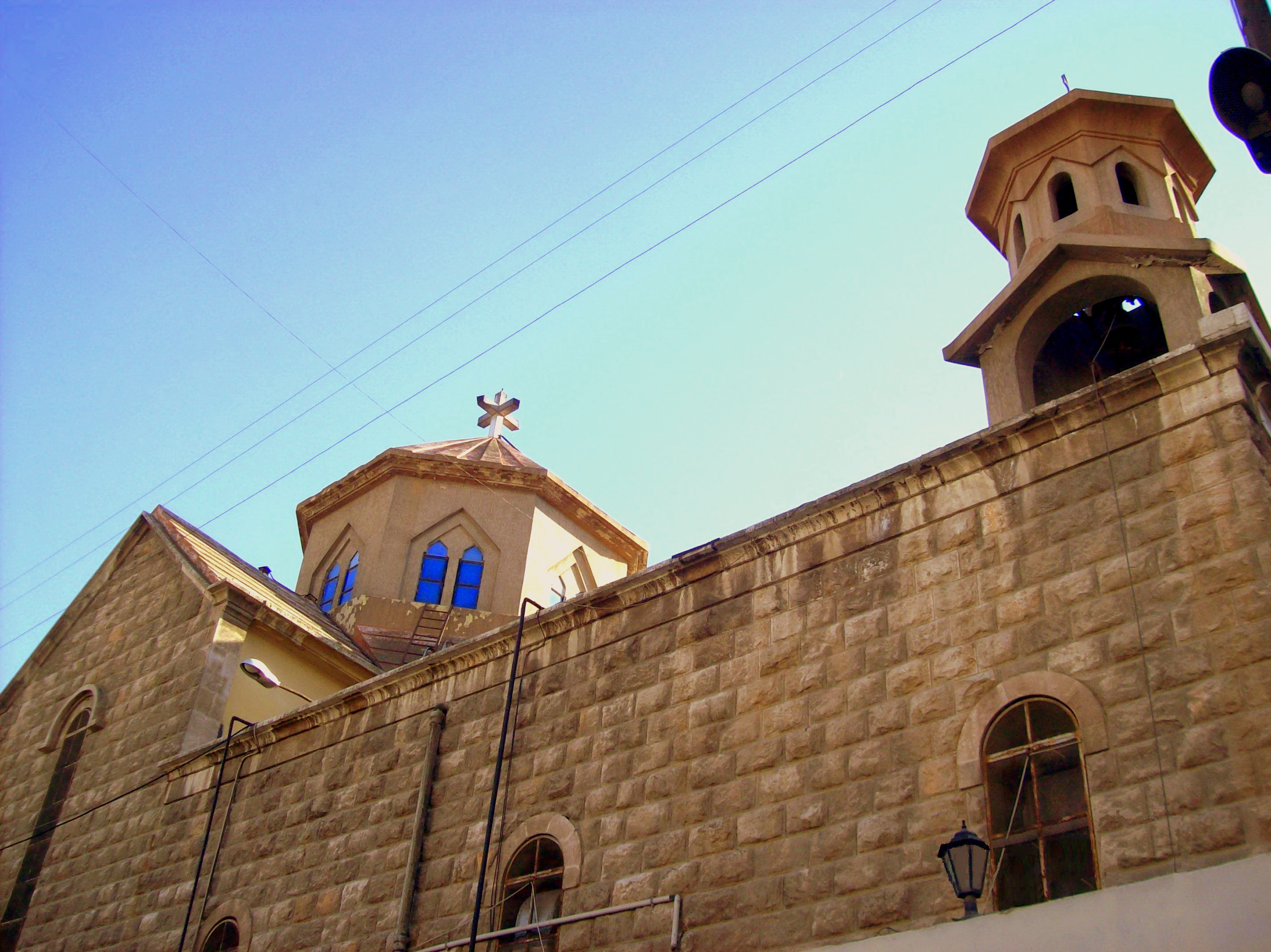
Armenische Apostolische Kirche St. Georg in Aleppo, 2008

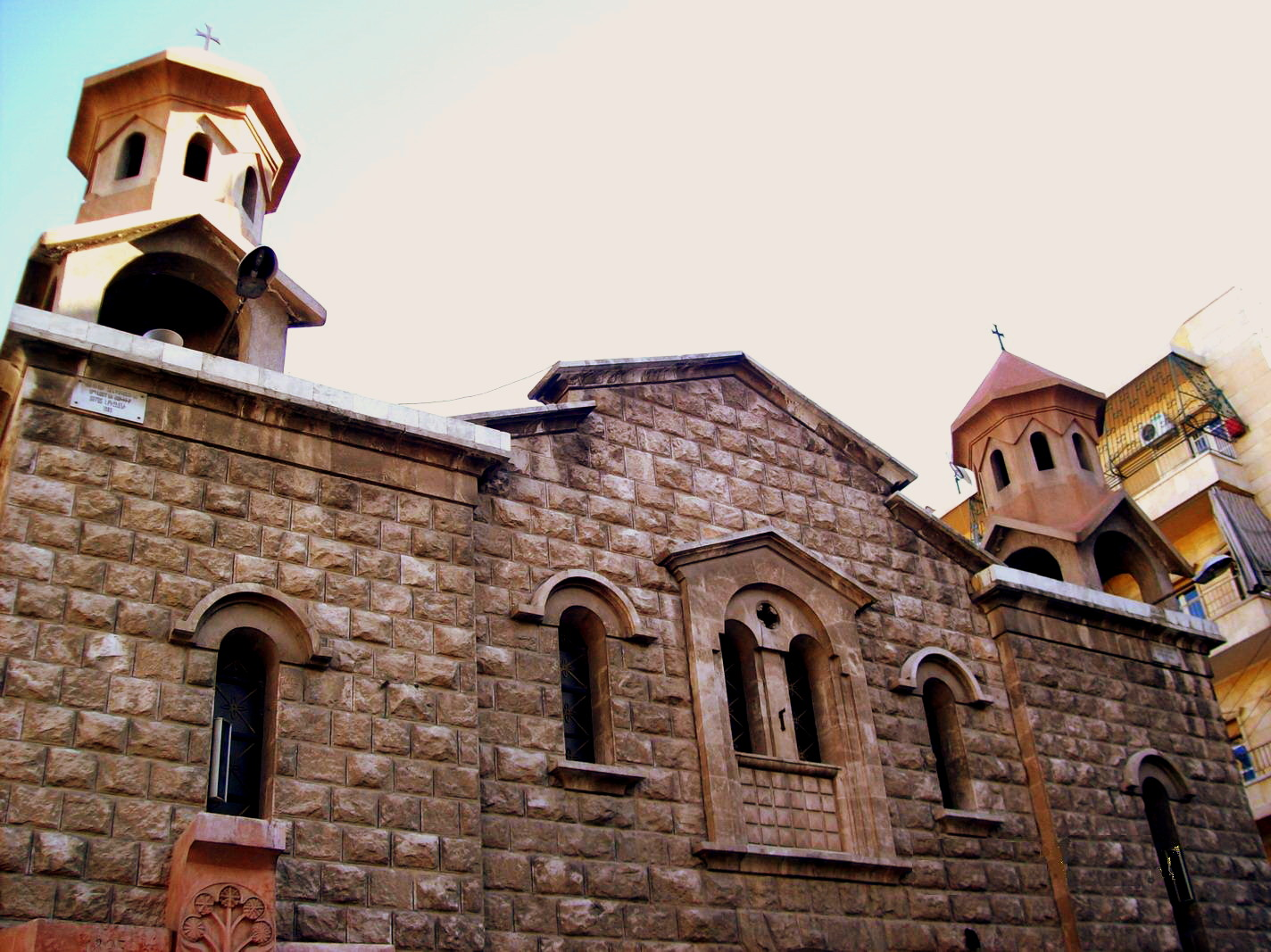
Armenische Apostolische Kirche St. Georg in Aleppo, 2008

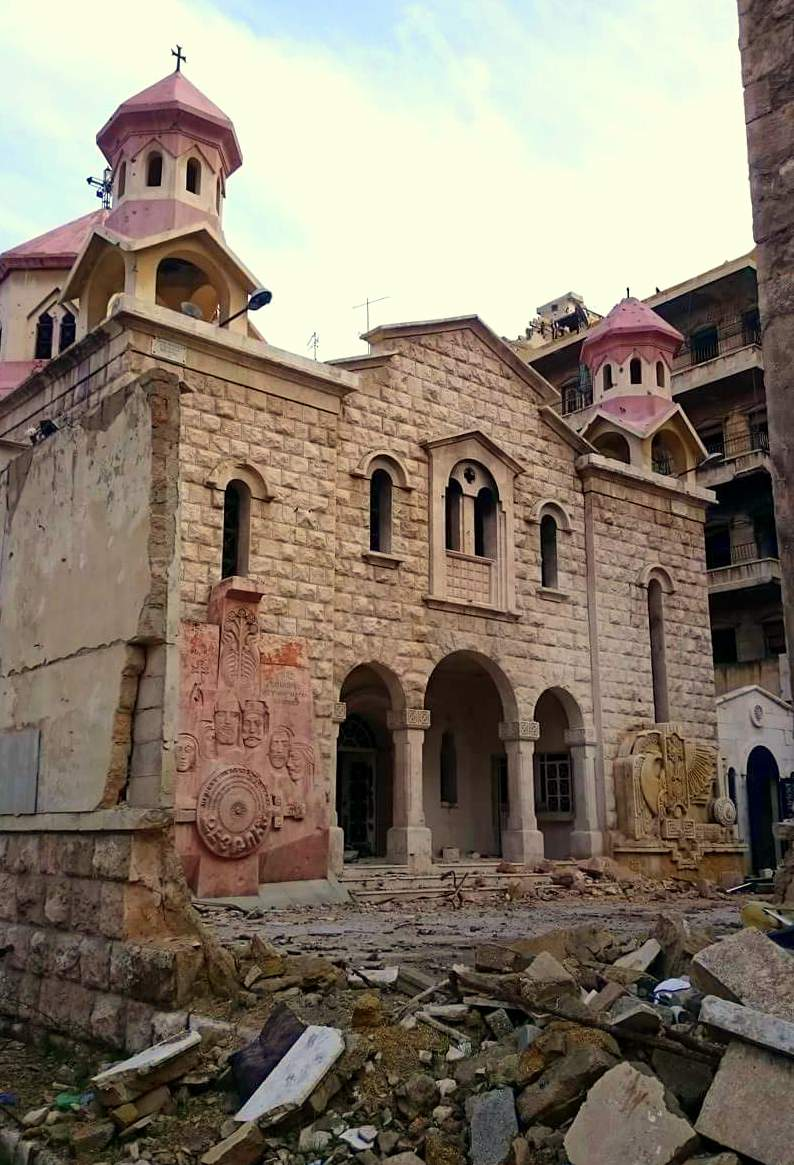
Armenische Apostolische Kirche St. Georg in Aleppo mit Kriegsschäden, 2016. Erkennbar sind die Gedenkstätten für Zeytun 1895–1896 (links) und Marasch 1920 (rechts).

Die Kirche St. Georg oder Surp Kevork (arabisch كنيسة القديس كيفورك, armenisch Սուրբ Գևորգ եկեղեցի) ist eine Kirche der  Armenischen Apostolischen Kirche in der syrischen Stadt Aleppo. Die Kirche im Stadtviertel al-Midan wurde in den Jahren von 1937 bis 1965 gebaut.

## Standort
Die armenische Kirche St. Georg steht in der armenischen Nachbarschaft Nor Kyugh (armenisch Նոր Գիւղ, „Neues Dorf“) im Stadtteil al-Midan (arabisch الميدان) an der Südseite der Straße as-Sanubri (شارع الصنوبري, „Kolophonium-Straße“) und der Ostseite der Straße al-Minhal as-Safi (المنهل الصافي, „Klare Quelle“), rund 200 m südöstlich des römisch-katholischen Klosters Deir Wartan und 300 m nordöstlich der armenisch-apostolischen Kirche St. Gregor der Erleuchter.

## Geschichte
Als nach dem Ersten Weltkrieg und dem Völkermord an den Armeniern zahlreiche armenische Flüchtlinge – viele von ihnen aus Marasch – nach Aleppo kamen, entstand zunächst im Jahre 1923 in einem Flüchtlingslager im Stadtviertel Suleiman al-Halabi (Suleiman der Aleppiner) eine provisorische Holzkirche, die Heiligkreuzkirche (Surp Chatsch). Dieses Gotteshaus galt als erste Kirche, die für die armenischen Flüchtlinge in Aleppo errichtet wurde. 1936 hatten die meisten Flüchtlinge aus diesem Lager eine Wohnung im Stadtviertel al-Midan gefunden, und das Lager wurde aufgelöst. 1937 wurde mit dem Bau der Kirche St. Georg in al-Midan begonnen. Die Bauarbeiten dauerten unter dem Erzbischof Sareh Pajaslian (زاريه باياسليان, Զարեհ Փայասլեան) bis 1965, als die Kirche schließlich vom Bischof Ghifunt Tschibian (غيفونت تشيبيان, Ղեւոնդ Չէպէյեան) am 25. und 26. September 1965 eröffnet wurde. Später kamen noch eine Grundschule und eine Sonntagsschule hinzu. 1966 wurde die Kuppel der Kirche von armenischen Künstlern von innen mit Wandikonen der vier Evangelisten geschmückt. Im Februar 1990 wurde rechts vom Haupteingang ein Denkmal für die rund 12.000 Opfer des Blutbades von Marasch 1920 errichtet, das vom armenisch-syrischen Ingenieur Kevork Iramian (كيفورك يراميان) ausgeführt wurde.
Während des syrischen Bürgerkriegs wurde die Kirche am 29. Oktober 2012 von der bewaffneten Opposition in Brand gesetzt und brannte zu großen Teilen aus. Auch die angeschlossene Schule wurde beschädigt. Nor Kyugh gehörte zu den am stärksten vom Krieg und von Terroranschlägen betroffenen Gegenden, weshalb die Gemeinde ihre Gebäude schließen und die Gegend evakuieren musste. Im Dezember 2016 gelang es der syrischen Armee, die Islamisten zu vertreiben, und ein Teil der geflüchteten Armenier kehrte zurück. Vom 4. bis zum 8. Januar 2017 besuchte Aram I. vom Großen Haus von Kilikien die Georgskirche und die anderen armenischen Kirchen Aleppos. Bilder der Kirche von 2018 zeigen Gottesdienste und Trauungen in einer von innen in Teilen rußgeschwärzten Kirche.

## Einrichtungen der Kirche
Der Kirche St. Georg angeschlossen sind ein Kindergarten, eine Primarschule und eine Sekundarschule (Marashi Mesrobian School).

## Architektur
Die geostete Kirche hat einen rechteckigen Grundriss und ein erhöhtes Mittelschiff und Querschiff in Form einer Kreuzkirche. Im Westen befindet sich der Eingang, am nordwestlichen und südwestlichen Ende jeweils ein achtkantiger Glockenturm mit achtseitigem Pyramidendach. Unter dem linken Glockenturm befindet sich das Denkmal für die armenischen Widerstandskämpfer in Zeytun 1895–1896, unter dem rechten Glockenturm das Denkmal für die armenischen Opfer von Blutbades von Marasch 1920. Im Osten schließt das Gebäude mit einer Apsis ab. In der östlichen Hälfte befindet sich die Kuppel auf einem Tambour mit achteckigem Querschnitt und mit achtseitigem Pyramidendach. Hier kreuzen sich die beiden Satteldächer des erhöhten Längs- und Querschiffs. Die Kirche besitzt in ihrem östlichen Teil drei Heiligtümer.